# Yacoub Shaheen
Pour les articles homonymes, voir Shaheen.
Yacoub Shaheen (en arabe : يعقوب شاهين), né le 27 février 1994, est un chanteur palestinien connu pour avoir remporté la quatrième saison d'Arab Idol, qui se déroule dans les studios Arab Idol à Beyrouth et qui est diffusée par le réseau MBC,,,,,.
Shaheen a suivi les traces de son compatriote Mohammed Assaf, le vainqueur de la saison 2 en 2013, qui est maintenant l'une des plus grandes vedettes du monde arabe. Shaheen est ainsi le deuxième Palestinien à remporter ce titre,,.
À l'annonce de ce résultat, Shaheen a passé sur ses épaules un drapeau palestinien pour interpréter un chant patriotique, Mon gage et mon serment, mon sang est palestinien, avec deux autres chanteurs palestiniens, Amir Dandan et Mohammed Assaf, qui avaient également participé au concours,.